# Der Schattenprinz
Der Schattenprinz ist ein Fantasyroman von David Gemmell. Es wurde in Deutschland 1994 veröffentlicht. Es war das zweite Buch, das Gemmell veröffentlichte. Sein erster Roman, der den Titel Die Legende trug, wurde in England ein Jahr zuvor, in Deutschland aber im selben Jahr veröffentlicht. Das Buch spielt in derselben fiktiven Welt wie Die Legende, der Welt der Drenai. Dennoch ist der Roman keine gewöhnliche Fortsetzung, da beide Bücher im Abstand von hundert Jahren spielen. Beide Werke werden zur insgesamt elf Bände umfassenden Romanserie Die Drenai-Saga (Drenai) gezählt. Die Hauptpersonen von Die Legende sind schon lange tot und spielen nur eine geringe Rolle oder werden in Der Schattenprinz lediglich erwähnt. Dies erschafft einen Präzedenzfall für die ganze Drenai-Serie, da nur wenige Charaktere in mehr als einem Roman auftreten. Die Handlungslücken zwischen den Romanen umfassen meist Jahrhunderte, um der Serie so ein episches und historisches Flair zu verleihen. Der Schattenprinz beschreibt den Aufstieg von Tenaka Khan, den zweiten Vereiner der Nadir.

## Handlung
Der Schattenprinz spielt ein Jahrhundert nach der Legende. Die Drenai leben nun unter der Herrschaft des wahnsinnigen Kaisers Ceska. Letzterer verfügt über eine Armee so genannter „Bastarde“, die er als Krieger zur Sicherung seiner Macht einsetzt. Die „Bastarde“ sind Werbestien, die durch eine magische Vereinigung von Tier und Mensch erschaffen werden. Zusätzlich wird er durch die dunklen Templer unterstützt, Kriegerpriester ohne ebenbürtige Gegner.
Ceskas Erzfeind ist das Nadir-Halbblut Tenaka Khan, der zugleich Urenkel von Regnak, dem Bronzegrafen und von Ulric, dem ersten Vereiner der Nadir-Stämme ist. Der junge Tenaka wächst zunächst beim Nadirstamm der Wolfsschädel auf, wird dort jedoch aufgrund seiner Abstammung nicht akzeptiert und schließlich von seinem Großvater Jongir zu den Drenai, dem Volk seines Vaters geschickt. In der Drenai-Festung Dros Delnoch erfährt er zunächst ebenso viel Misstrauen und Ablehnung, bis er eines Tages Steiger, den Erben der Bronzerüstung, vor Attentätern rettet. Tenaka Khan wird schließlich Mitglied im Drachen, der Elitearmee der Drenai.
Jahre später lebt Tenaka Khan im Ausland und erfährt durch einen Boten von der Zerschlagung des Drachen durch den Kaiser Ceska.
Bei seiner Rückkehr lernt er die junge Renya kennen, ein Bastard-Mädchen, das im Unterschied zu den anderen Werbestien jedoch vordergründig menschlich erscheint. Tenaka behandelt sie zunächst schroff und abweisend, verliebt sich jedoch später in sie.
Später macht sich Tenaka auf zu den Nadirstämmen, um dort um Unterstützung gegen Ceska zu ersuchen. Von der einstigen Einheit der Stämme ist allerdings wenig geblieben. Sogar den eigenen Stamm der Wolfsschädel muss Tenaka zerstritten und gespalten vorfinden. Tenaka tötet jedoch seine untereinander verfeindeten Vettern und steigt schließlich selbst zum Anführer der Wolfsschädel auf.
Mit der Unterstützung der Wolfsschädel gelingt es Tenaka Khan zusammen mit seinem Freund Ananais, dem Krieger Decado und seinem anderen Vetter Steiger, Ceska zu besiegen.
Da sich Tenaka seinen Freunden verpflichtet fühlt, verzichtet er darauf, als neuer Khan der Nadir und Sieger über Ceska, die Herrschaft über die Drenai zu übernehmen und gibt ihnen die Möglichkeit eine neue Republik zu errichten. Er zieht sich mit seinen Nadir in die Steppe zurück und vollzieht, ebenso wie sein Vorfahre Ulric, in zahlreichen Bürgerkriegen die erneute Vereinigung der Nadir. Renya bleibt als seine Partnerin bei ihm und schenkt ihm drei Söhne. Als sie zehn Jahre nach Ceskas Niederlage bei der Geburt der einzigen gemeinsamen Tochter stirbt, bricht Tenaka zusammen mit seiner Armee ins Land der Drenai auf; diesmal mit dem Ziel das Land zu erobern.